# Ernst Weitz
Georg Ernst Martin Weitz (* 21. Juni 1883 in Pfirt; † 2. März 1954 in Gießen) war ein deutscher Chemiker.

## Leben
Weitz studierte an der Kaiser-Wilhelms-Universität Straßburg Chemie. Mit einer Doktorarbeit über das Phthalaldehyd wurde er am 2. Juni 1908 zum Dr. phil. nat. promoviert. Sein Doktorvater war Johannes Thiele. 1909 legte er die Prüfung für das höhere Lehramt für die Fächer Chemie, Physik und Mathematik ab. Er habilitierte sich über Schwermetalle (Thallium, Quecksilber, Blei) und komplexe Stickstoffverbindungen des Goldes, das Knallgold. 1915 erhielt er die Lehrberechtigung für Chemie. Nach dem Waffenstillstand von Compiègne (1918) wie alle deutschen Hochschullehrer aus Straßburg ausgewiesen, lehrte er als Privatdozent an der Eberhard Karls Universität Tübingen und der Westfälischen Wilhelms-Universität Münster. 1921 kam er auf den Lehrstuhl der Friedrichs-Universität Halle. 1929 übernahm er eine o. Professur an der Hessischen Ludwigs-Universität Gießen. 1937 wurde er Mitglied der Nationalsozialistischen Deutschen Arbeiterpartei. In der Nachkriegszeit in Deutschland wirkte er sechs Semester als kommissarischer Direktor des Chemischen Institutes der Johann Wolfgang Goethe-Universität Frankfurt am Main. Maßgeblich beteiligt war er am Wiederaufbau des Instituts, das durch die Luftangriffe auf Frankfurt am Main zerstört worden war. Eines seiner Kinder war der Chemiker Hans Martin Weitz; zu den Enkeln zählen der Physiker Martin Weitz und der Chirurg Jürgen Weitz.

## Wirken
Charakteristisch für das Weitzsche Laboratorium war der „NO-Kipp“, ein Kippscher Apparat zur Erzeugung von Stickoxid. Weitz führte zahlreiche Arbeiten im Grenzgebiet zwischen anorganischer und organischer Chemie durch. Von 1934 bis 1938 war Weitz Vorsitzender der Fachgruppe für organische Chemie des Vereins deutscher Chemiker, von 1938 bis 1943 Mitglied des kleinen Rates dieses Vereins. Nach 1945 hat Weitz gemeinsam mit Fritz Merck das kriegsbedingt stark beschädigte Liebig-Museum in Gießen aufgebaut und wieder eingerichtet.

## Ehrungen
- Verdienstkreuz für Kriegshilfe
- Wahl in die Deutsche Akademie der Naturforscher Leopoldina (1923)[5]